# Herbert Mytteis
Herbert Mytteis (Wenen, 14 juli 1916 – aldaar, 30 oktober 1967) was een Oostenrijkse violist en componist in de jazz en amusementsmuziek.

## Biografie
Mytteis studeerde aan het conservatorium in Wenen en aan de Wiener Musikakademie. In de jaren 30 was hij lid van het radio-orkest van Charly Gaudriot. Tevens trad hij met een eigen kwintet op in Weense gelegenheden om jazz en swing te spelen. Vanaf 1943 trad hij in Café de l'Europe op met de Italiaanse zanger en gitarist Vittorio Ducchini, pianist Ernst Landl en de Franse drummer Arthur Motta alsook, af en toe, musici als Hans Koller en Viktor Plasil. Er werden ook opnamen gemaakt, maar deze werden niet uitgebracht. Na de nederlaag van het nationaalsocialisme speelde hij tevens in Hot Club Vienna. Met zijn solisten begeleidde hij op opnamen voor Telefunken, Minja Petja en Karl Hruschka. Hij componeerde nummers als Intermezzo in Swing, Guggi, Seit du gegangen en Am Himmel, da leucht' a Laternderl.

## Discografie (selectie)
- Mytteis, Landl & CO Steffl Swing (1943-1947)

- Gemeinsame Normdatei: 103824322X
- International Standard Name Identifier: 0000 0004 1664 1670
- Virtual International Authority File: 304971964
- WorldCat: E39PBJmtBGyfMvDhDPtkkQxFKd